# Турако ангольський
Турако ангольський (Tauraco erythrolophus) — вид птахів родини туракових (Musophagidae). Національний символ Анголи.

## Поширення
Ендемік Анголи. Мешкає у лісах та лісистих саванах на заході країни.

## Опис
Птах середнього розміру, завдовжки 47-50 см. Вага — 210—325 г. Забарвлення досить строкате. Гребінь на голові та потилиця яскраво-червоного кольору. Лице біле. Основне оперення тіла зеленого кольору. Внутрішня частина крил — яскраво-червоного кольору, її можна побачити лише у польоті. Дзьоб короткий, але міцний, зеленувато-жовтого кольору. Очі червоні.

## Спосіб життя
Живе неподалік води і там, де ростуть високі дерева. Трапляється парами або невеликими групами до 30 птахів. Проводить більшу частину свого часу серед гілок дерев, хоча може регулярно спускатися на землю, щоб попити. Живиться плодами, квітами, насінням, рідше комахами. Репродуктивний сезон починається з початком сезону дощів. Гніздо будує серед гілок високого дерева. У кладці 2-3 яйця. Інкубація триває близько 20 днів. Пташенята народжуються вкриті коричневим пухом та з відкритими очима. Вони вчаться літати у 5-тижневому віці.